# Marc Cecili Metel (pretor 69 aC)
Marc Cecili Metel (en llatí Marcus Caecilius Metellus) va ser un magistrat romà. Era germà de Quint Cecili Metel Crètic. Formava part de la gens Cecília i era de la branca familiar dels Metel.
Va ser pretor l'any 69 aC, el mateix any en què el seu germà gran era cònsol. En la distribució de llocs li va tocar presidir el tribunal de pecuniis repetundis, que jutjava els delictes per suborn i extorsió. Verres volia ser jutjat davant d'aquest tribunal presidit per Metel, que era del partit dels aristòcrates. Segurament va celebrar uns jocs de gladiadors en honor del seu pare, que hauria mort en aquell temps.